# الجامعة الألمانية للتكنولوجيا (سلطنة عمان)
الجامعة الألمانية للتكنولوجيا في عُمان هي جامعة خاصة تم تأسيسها في عام 2007 في العاصمة العمانية مسقط بالتعاون مع جامعة آر دبليو تي أتش آخن RWTH Aachen في ألمانيا والتي تُعتبر من أبرز الجامعات التقنية في أوروبا.

## فكرة تأسيسها
جاء تأسيس الجامعة الألمانية للتكنولوجيا في عُمان كثمرة للتعاون الذي امتد لفترة طويلة بين جامعة آر دبليو تي أتش آخن الألمانية وسلطنة عُمان. وتمثل هذا التعاون في عدد من البحوث الأثرية التي قام بها الدكتور مايكل يانسن وهو مؤرخ للمناطق الحضرية من جامعة آخن. وأدى هذا المشروع الأثري إلى توقيع مذكرة تفاهم بين جامعة السلطان قابوس في مسقط وجامعة آر دبليو تي أتش آخن الألمانية في عام 2000م.

## تاريخها
بعد ثلاثة أعوام، درس الدكتور يانسن وشريك عماني فكرة تأسيس جامعة ألمانية في سلطنة عُمان. وبناء على هذه الدراسة، تواصل الشريك العماني مع جامعة آر دبليو تي أتش آخن الألمانية في عام 2003م، طالباً دعم الجامعة لتأسيس جامعة تكنولوجية تقدم تعليم عالي الجودة في السلطنة. وتم من أجل ذلك تأسيس شركة خاصة تحت مسمى الشركة العمانية للخدمات التعليمية ذ.م.م كخطوة أولى وتم تسجيل الشركة في وزارة التجارة والصناعة في سلطنة عُمان في 27 أغسطس 2007م، بهدف تشغيل جامعة. تم توقيع إتفاقية تعاون بين جامعة آر دبليو تي أتش آخن الألمانية والشركة العمانية للخدمات التعليمية في 27 ديسمبر 2006م وحددت هذه الاتفاقية المسؤوليات الواقعة على كلا الطرفين لتأسيس “الجامعة العمانية الألمانية للتكنولوجيا” والتي خرجت إلى حيز الوجود بموجب القرار الوزاري 9/2007م الصادر من وزارة التعليم العالي والبحث العلمي والإبتكار (سابقاً: وزراة التعليم العالي) في سلطنة عُمان في 17 مارس 2007م. وقد تم بتاريخ 19 مارس 2008م وبناء على توجيهات من السلطان قابوس بن سعيد – حاكم عُمان - تغير اسم الجامعة إلى الجامعة الألمانية للتكنولوجيا في عُمان.

## البرامج الأكاديمية التي تقدمها
حصلت الجامعة الألمانية للتكنولوجيا في عُمان في عام 2007م على موافقة وزارة التعليم العالي والبحث العلمي والإبتكار (سابقاً: وزراة التعليم العالي) لتقديم أول أربع برامج بكالوريوس في العلوم:
السياحة المستدامة والتنمية الإقليمية
تخطيط المدن والتصميم المعماري
علوم الأرض التطبيقية
علوم الحاسوب
وبهدف إعداد الطلبة لبدء الدراسة في برنامج البكالوريوس، بدأت أول دفعة مكونة من 60 طالبا البرنامج التأسيسي الذي أمتد لمدة عام واحد في حرم الجامعة الشاطييء في العذيبة في خريف عام 2007م. وفي عام 2009م، حصلت كافة برامج البكالوريوس على الاعتماد الدولي من قبل معهد الاعتماد والترخيص وضمان الجودة، وهي وكالة اعتماد ألمانية.

## تطور مرافقها وأعداد الدارسين بها
ونظراً لزيادة عدد الطلبة، تم توسعة حرم الجامعة الشاطئي. كما أن محدودية الحرم الشاطييء استلزمت افتتاح حرم جامعي إضافي. وقد تم افتتاح الحرم الجامعي الثاني للجامعة الألمانية للتكنولوجيا في عُمان في موقع قريب من الطريق السريع الرئيسي وبجوار مطار مسقط الدولي في شهر أكتوبر من عام 2010م.
في عام 2010م، أضافت الجامعة برنامجين جديدين للبكالوريوس في الهندسة لقائمة البرامج التي تقدمها وهما برنامجي(الهندسة الميكانيكية وهندسة العمليات). وبعد عامين، تم تدشين برنامج ماجستير بدوام جزئي في علوم الجيولوجيا البترولية. فيما تم خلال عام 2011م تدشين برنامج بكالوريوس الهندسة البيئية.
وصل عدد الطلبة الدارسين في الجامعة خلال عام 2012م إلى نحو 700 طالبا. وانتقلت الجامعة في شهر سبتمبر من عام 2012م إلى الحرم الجامعي الجديد والواقع في حلبان، ويبعد هذا الموقع عن مطار عُمان الدولي حوالي 20 دقيقة. ويعد هذا الحرم الجامعي، أول حرم جامعي صديق للبيئة في سلطنة عُمان وحصل الحرم على جائزة أفضل مبنى مؤسسي في سلطنة عُمان في عام 2013م. وقد تم تصميم المرحلة الأولى من حرم الجامعة الألمانية للتكنولوجيا في عُمان ليتسع لحوالي 1,800 طالبا وموظفا. وفي المرحلة المقبلة سيتم توسعة الحرم ليتسع إلى 10.000 شخص تقريبا.
بلغ عدد الطلبة خلال الفصل الصيفي للعام الدراسي 2013م/2014م إلى ما يزيد على 1000 طالب عُماني وأجنبي.

## برنامج جيوبريدج GUBridge
وتقدم الجامعة الألمانية للتكنولوجيا في عُمان حالياً برنامج جيوبريدج “GUBridge” وهو برنامج تأسيسي تتراوح مدته سنة واحدة بالإضافة إلى برامج بكالوريوس العلوم في علوم الأرض التطبيقية وعلوم الحاسوب وتخطيط المدن والتصميم المعماري بالإضافة إلى إدارة الأعمال والخدمات الدولية والعلوم اللوجستية وبرامج بكالوريوس الهندسة في الهندسة الميكانيكية وهندسة العمليات والهندسة البيئية. وتعد اللغة الإنجليزية هي لغة التدريس في الجامعة. ومن المخطط تدشين برامج بكالوريوس علوم وماجستير علوم ودكتوراه أخرى خلال السنوات المقبلة.

## وصلات خارجية
- الموقع الرسمي‌